# Osojnik (Železniki, Slovenija)
Osojnik je naselje u slovenskoj Općini Železniku. Osojnik se nalazi u pokrajini Gorenjskoj i statističkoj regiji Gorenjskoj. 

## Stanovništvo
Prema popisu stanovništva iz 2002. godine naselje je imalo 10 stanovnika.